# کاربایو
کاربالو (به اسپانیایی: Carballo) یک دهستان اسپانیا است که در استان لاکرونیا واقع شده‌است.

## خصوصیات
کاربالو ۱۸۶٫۰۹ کیلومترمربع مساحت و ۳۰٬۶۵۳ نفر جمعیت دارد و ۱۰۶ متر بالاتر از سطح دریا واقع شده‌است.

## نگارخانه

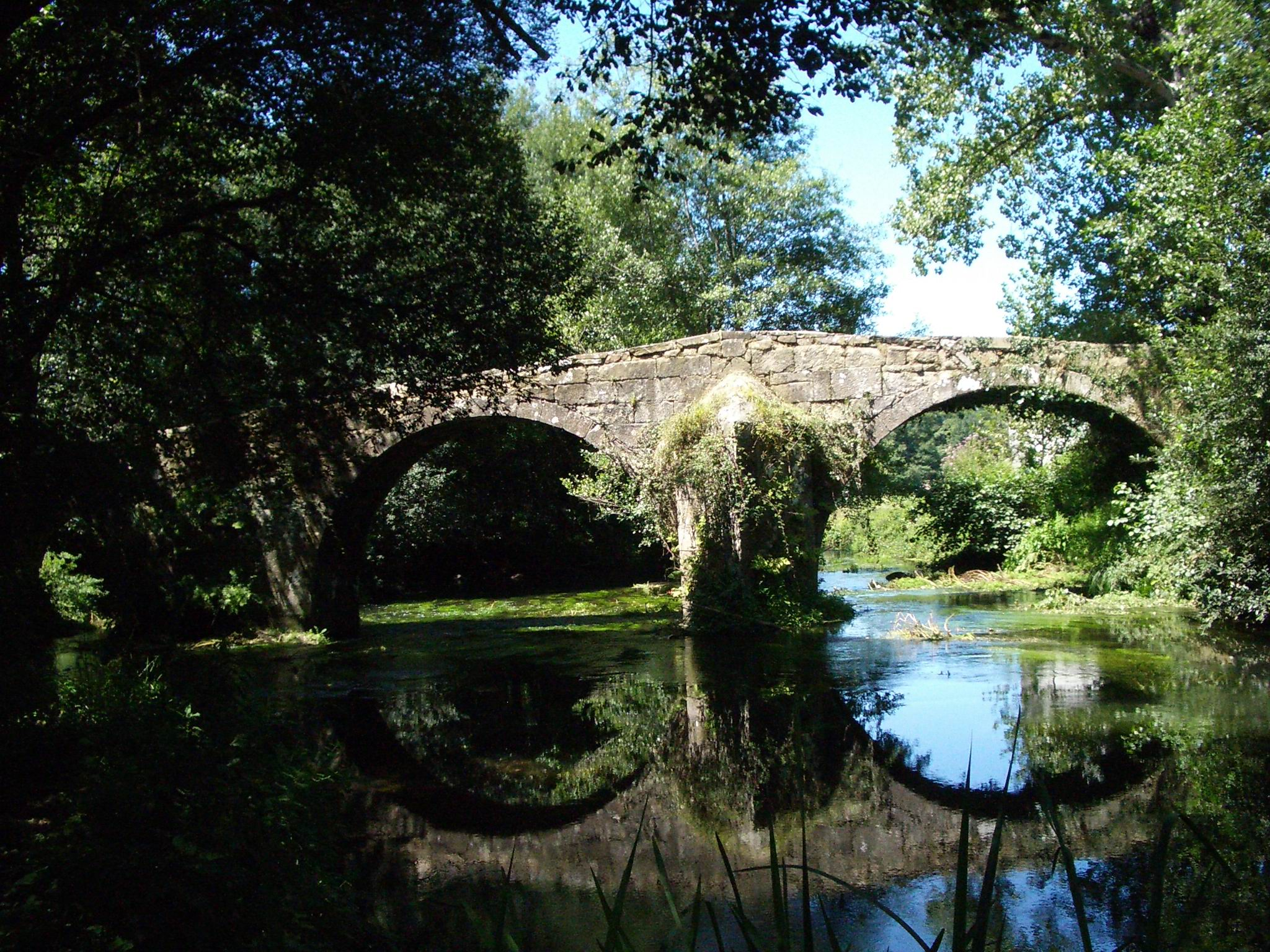
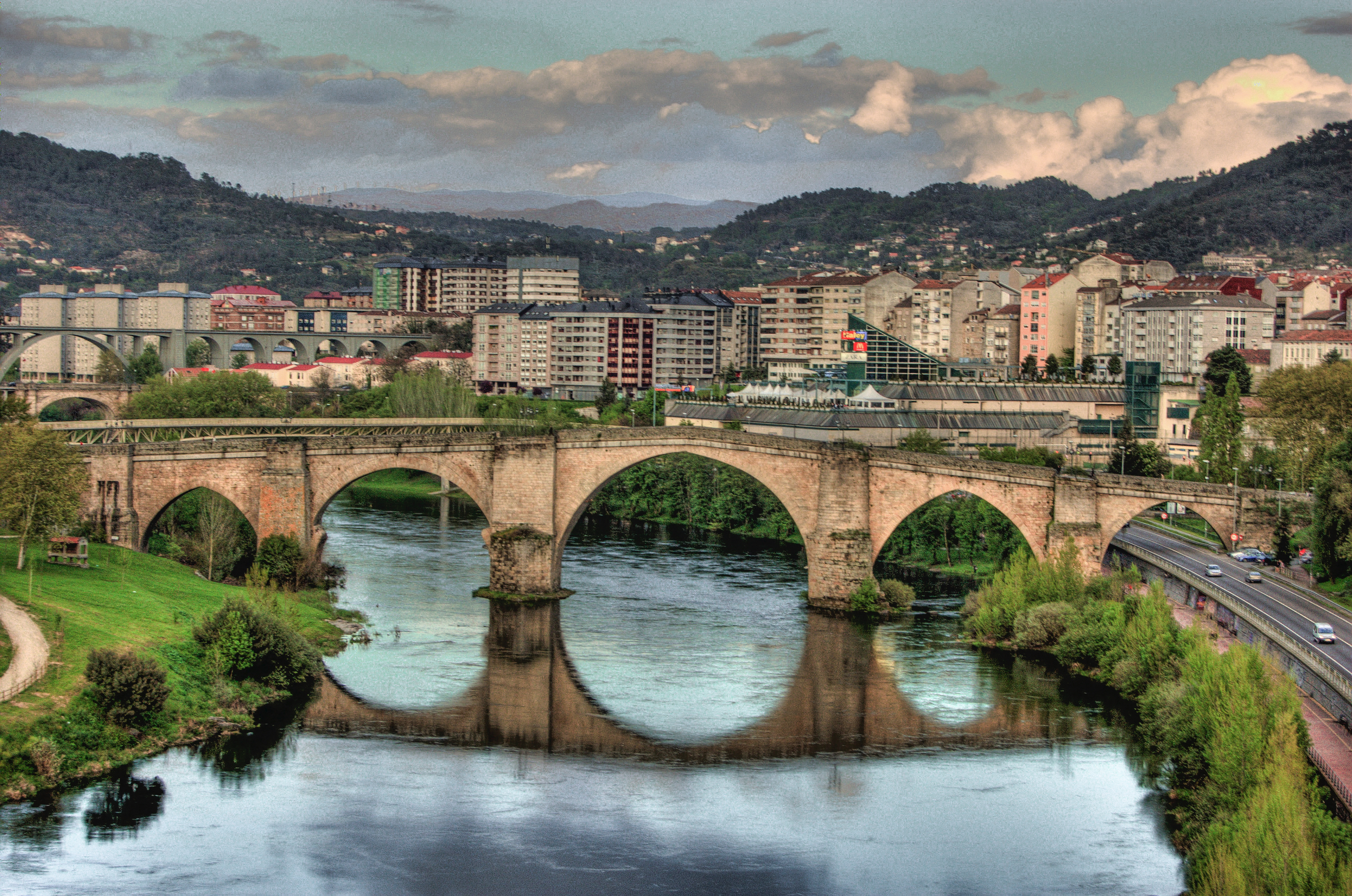
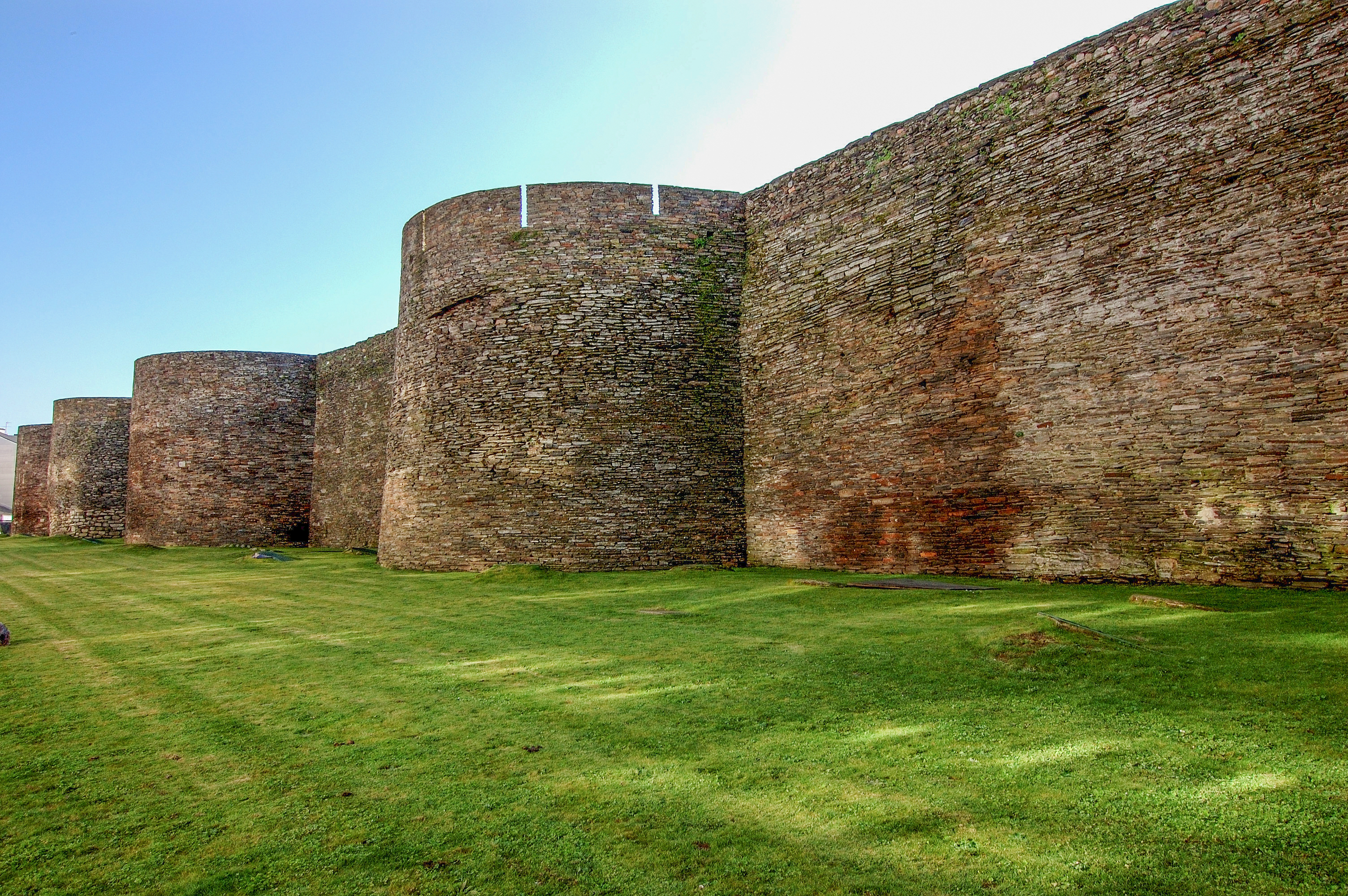
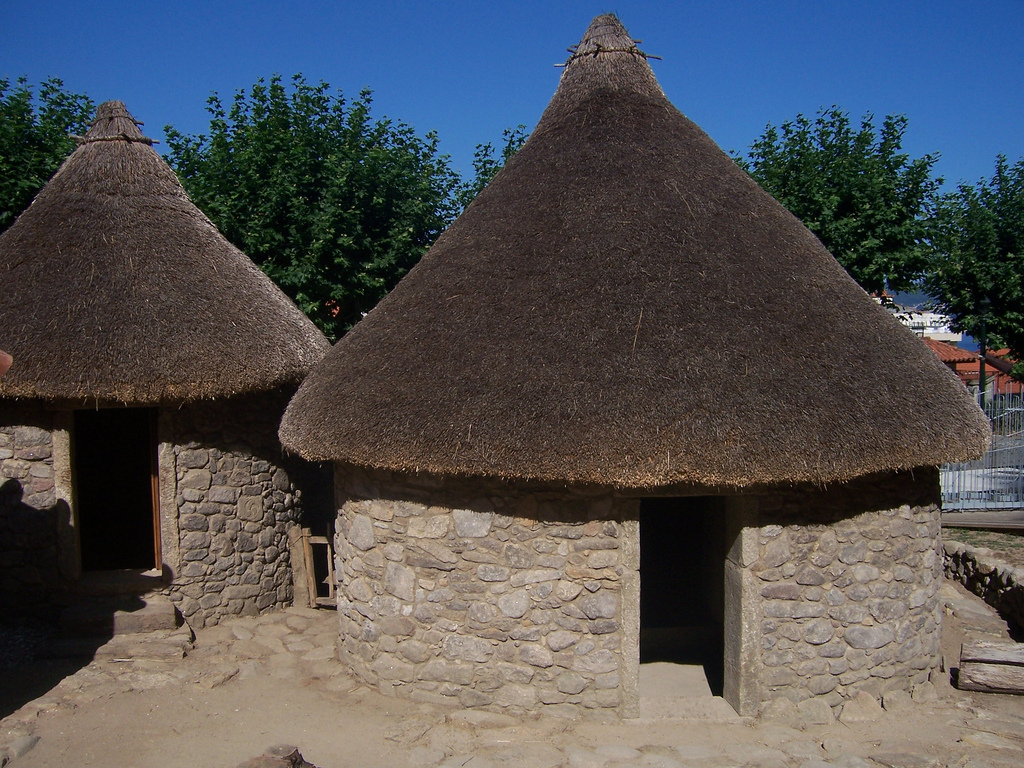
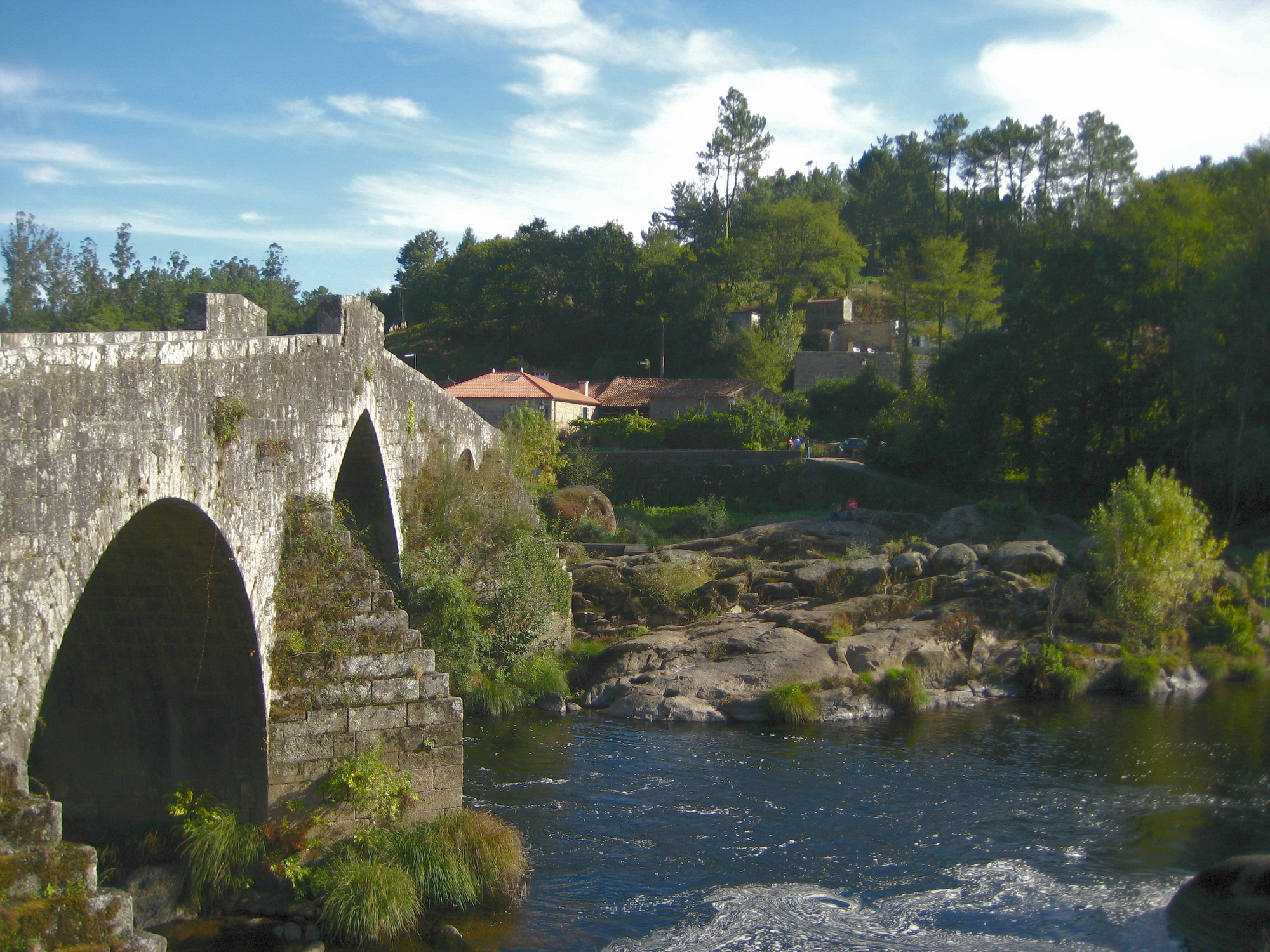
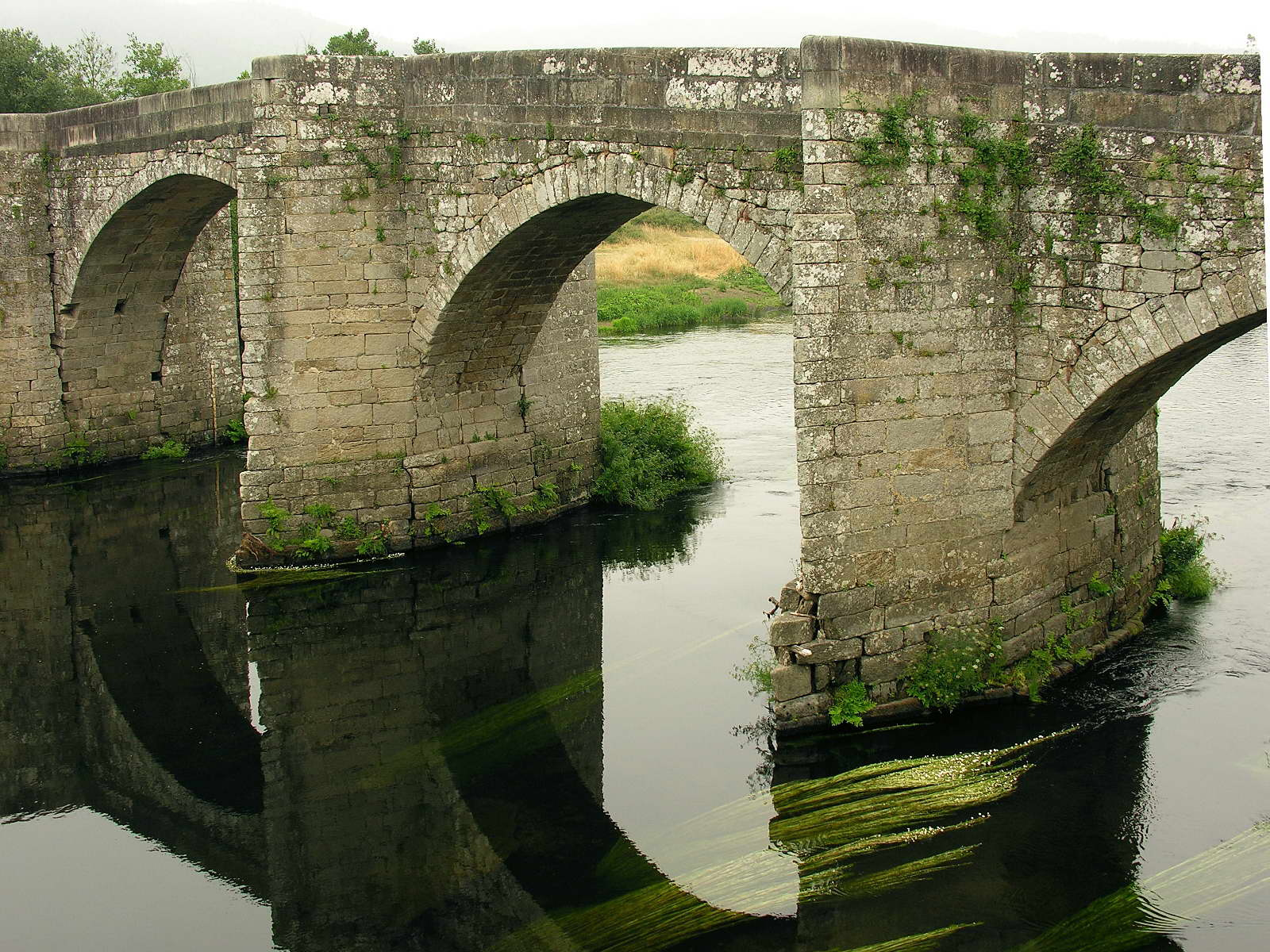